# 浅野忠義
浅野 忠義（あさの ただよし）は、江戸時代前期から中期の安芸国広島藩の家老。三原浅野家第4代。

## 略歴
寛文7年（1667年）3月17日、三原浅野家第3代忠真の四男として広島に生まれる。天和3年（1683年）11月、父の隠居により元服して家督を相続する。
元禄6年（1693年）、前藩主浅野光晟の葬儀で藩主名代を務める。元禄11年（1698年）5月、領地が隣接する福山藩主水野勝岑が急死し、改易が決まると不慮の事態に備え、領内の情勢の探索した。9月、勅額火事で上野寛永寺が延焼し、幕府より浅野家が修復を命じられ、工事の総司を務める。元禄12年（1699年）、修復工事が完了し、将軍より褒美として銀50枚、時服5領、羽織1領を拝領する。公弁法親王からも褒美として赤革の乗輿を拝領した。元禄13年（1700年）、宮沖新開を干拓する。正徳3年（1713年）、朝鮮通信使の接待役を安芸蒲刈で務めた。
享保15年（1730年）1月10日、広島で死去、享年64。菩提寺の妙正寺に葬られた。